# Villa Deinhardt (Weimar)

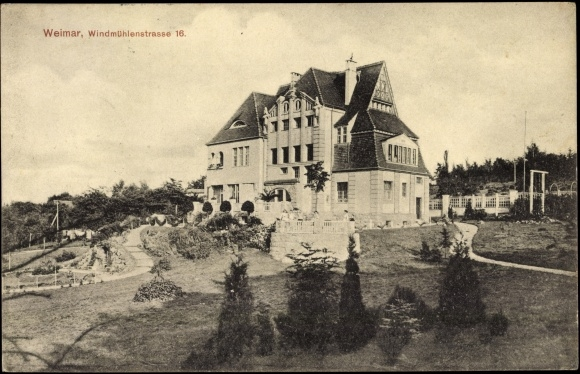
Postkarte gelaufen 1911

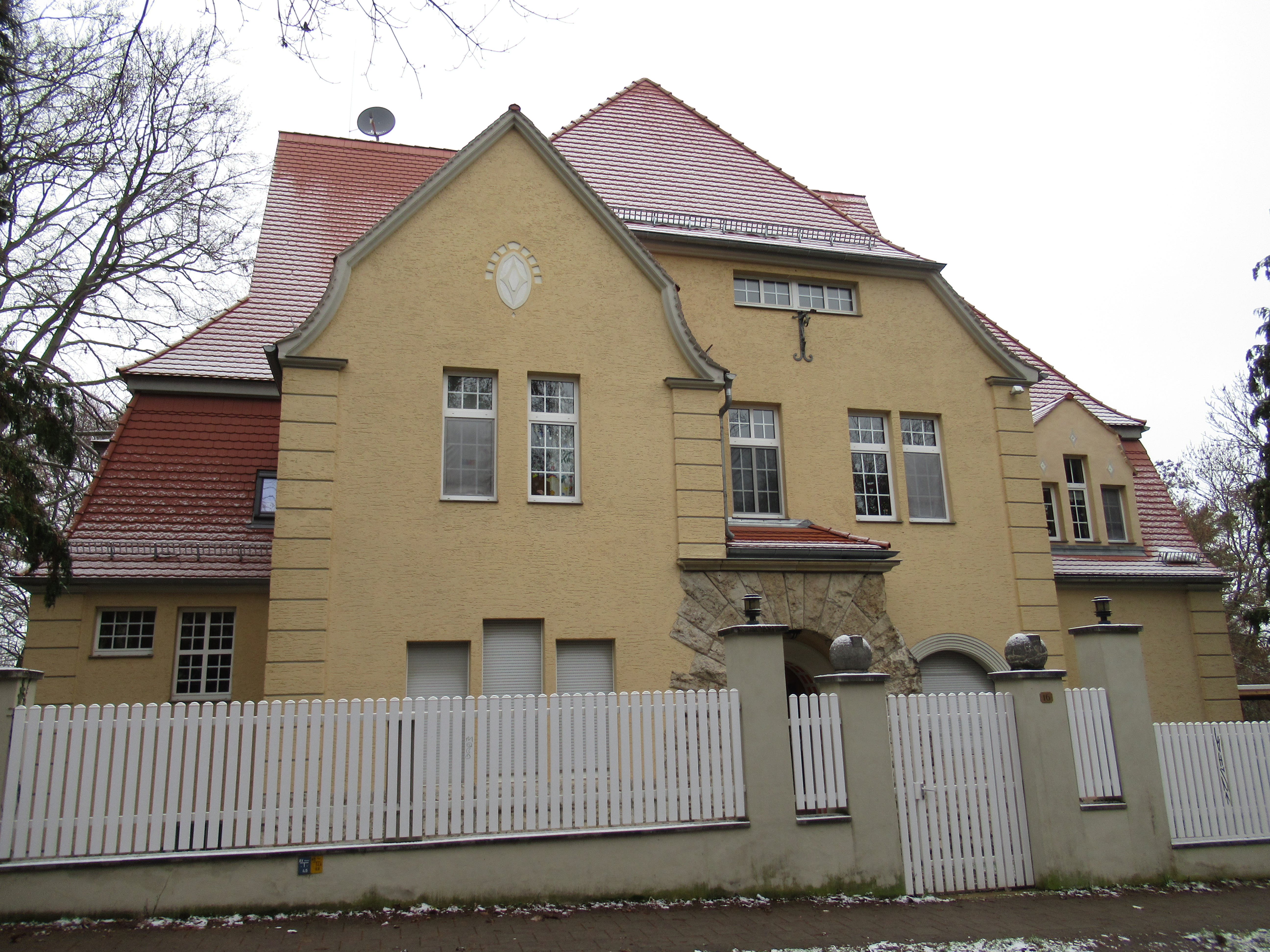
Die Villa 2022

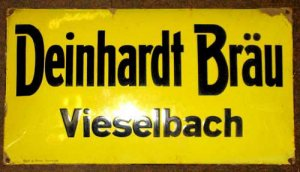
Deinhardt-Bräu

Im Jahre 1906 wurde in der Windmühlenstraße 16 in Weimar für den Brauereibesitzer Wilhelm Robert Deinhardt (1864–1937) eine Villa errichtet, dem sich ein großes parkähnliches Gelände anschließt. Daher hat sie den Namen Villa Deinhardt. Entworfen wurde sie von Rudolf Zapfe 1906, von dem viele Jugendstil-Villen in Weimar erhalten sind.
In der Windmühlenstraße 16 befand sich die Jugendherberge "Ernst Thälmann".
Von der Villa Deinhardt gibt es ein um 1928 aufgenommenes Foto mit Blick von dem Haus Selve, das auch das parkähnliche Gelände erfasste. Der Fotograf war Louis Held, der einstige sachsen-weimarische Hoffotograf.
Die Villa steht auf der Liste der Kulturdenkmale in Weimar (Einzeldenkmale).